# کوه آزائو
کوه آزائو یک کوه در الجزایر است. کوه آزائو ۲٬۱۵۸ متر بالاتر از سطح دریا واقع شده‌است.